# История Маньчжурии

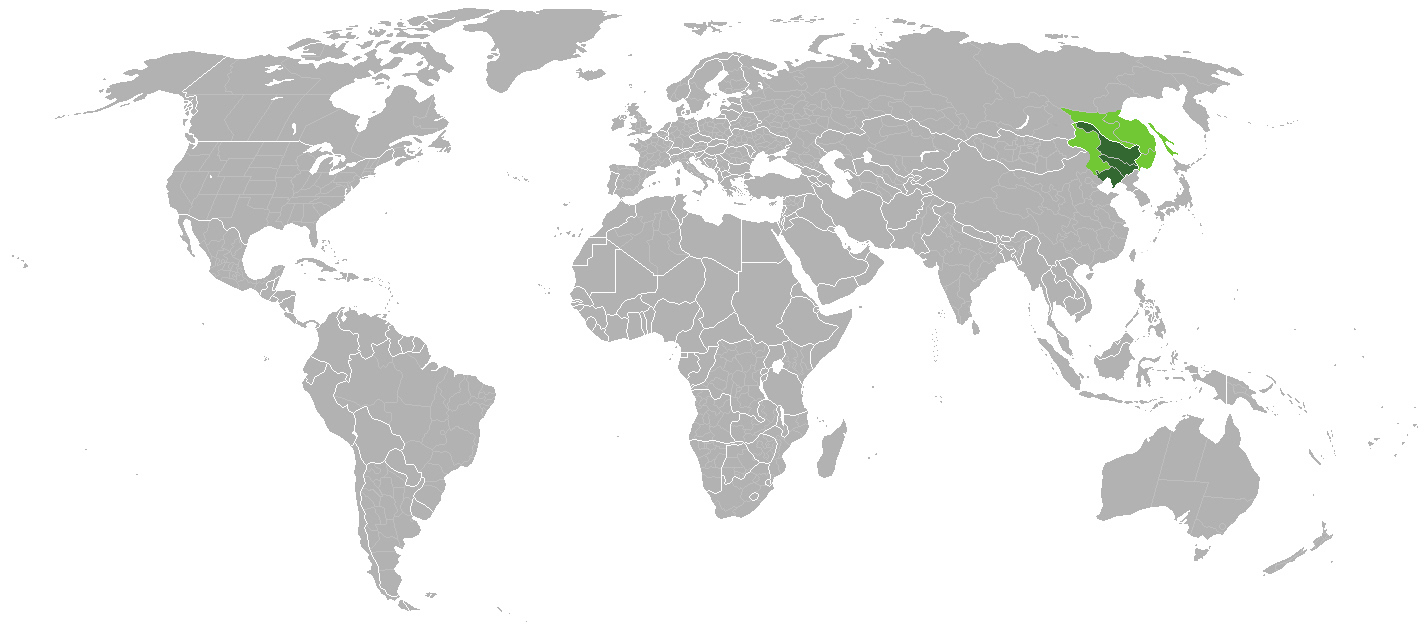
Маньчжурия
«Внешняя Маньчжурия»

История Маньчжурии — события в Северо-Восточном Китае.

## Древность
На маньчжурское плоскогорье издревле двигались из Китая переселенцы, а вместе с ними шла и китайская культура, внедрявшаяся все глубже и глубже в Маньчжурию. Оттуда же производились частые нападения императоров, искавших расширения своих владений. Корея также, по временам, отдавала Маньчжурии избыток своего населения и служила обычным местом убежища для жителей Маньчжурии, при нападениях китайцев или северных кочевников. С другой стороны, соседство степей Гоби, облегчая вторжения кочевников, являлось для Маньчжурии исключительно источником бедствий и тормозом культурного развития.
Чан-бо-шань, служащий границей южной и северной Маньчжурией, издревле служил границей между двумя совершенно различными в этнографическом отношении племенами: гаошским, или корейским, обитавшим в южной Маньчжурии, и тунгусским, занимавшим северную Маньчжурию (по мнению Иакинфа Бичурина, Маньчжурия всегда населяло одно и то же племя — тунгусов, которое, первоначально явившись в истории под именем сушеней, с течением времени развилось в два типа: северных тунгусов, или маньчжуров, и южных корейцев). В северной Маньчжурии единству речной системы соответствовало и единство политического центра, а в южной Маньчжурии, где несколько самостоятельных речных систем, с довольно высокими водоразделами, население имело несколько политических центров, между которыми происходила борьба за преобладание. Эта борьба привела к ослаблению боровшихся и замещению их племенами северной Маньчжурии, более способными, в силу своего охотничьего быта, к выработке государственной жизни, чем кочевые племена южной Маньчжурии. Знакомство китайских историков с населением южной Маньчжурии относится к весьма раннему времени, но, как государственный организм, южная Маньчжурия является впервые в форме составной части Чао-сяни — владения в Корее и южной Маньчжурии, со смешанным гаоли-китайским населением, возникшего как результат китайской колонизации на северных берегах Печелийского залива, в удельный Чжоусский период.
Сведений о Чао-сяни сохранилось весьма немного, и лишь со отрывкам её законодательства в Хоу-хань-шу можно констатировать влияние на неё китайской культуры. Чао-сянь вела постоянные войны с уделом Янь, а после его падения стала ареной военных действий с Вэй-манем, при смене Цянь-ханьской династии. Вэй-мань установил в Чао-сяни свою династию; внук его Ю-кюй воевал с ханьским Ву-ди (140—87 до н. э.), но потерпел полное поражение. Чао-сянь пала, и земли её были разделены на 4 округа, которыми управляли китайские чиновники. Падение Чао-сяни открыло северным племенам возможность беспрепятственного движения в принадлежавшие ей местности. Являются племена гюй-ли и фу-юй. Одновременно с Чао-сянью в южной Маньчжурии существовали ещё владения двух гаолийских племен: Уй, или Вэа, и Воцзюй. Уй подразделялся на западный, в Ляо-дуне, и восточный, на восточных склонах Чан-бо-шаня и в северной Корее. Оба владения состояли из множества других, более мелких, заключавших в себе отдельные городки, с клочками окружающей земли, и живших в постоянной борьбе между собой. Некоторые из них находились в номинальной зависимости от Чао-сяни, а в 129 г. до н. э. правитель Нань-люй, c населением до 280 тыс. чел., отдался во власть Китая. Для Китая, однако, владение этой страной не представляло ценности, и в 30 году н. э. он отказался от него. Сведения об Уй с тех пор прекращаются. Владение Воцзюй разделялось на восточное, северное и южное. С точностью границы их не установлены, но известно, что северный Воцзюй на юге граничил с океаном. Он делился на почти независимые роды, явившиеся в южную М. уже со сложившеюся культурой, знакомые с земледелием, выделкой шерстяных изделий и скоро усвоившие себе культуру шелководства. Торговые и политические сношения Фу-юя с Китаем начались при Ханьском Гуан-вуди, в 50 году н. э. Позднее китайское правительство искало в Фу-юе опору против сянь-бийцев (тань-ши-хай), но иногда вело с ним войны. В 285 году Фу-юй был уничтожен Муюнами.
Одновременно с Фу-юем в Корее и южнной Маньчжурии водворяются три владения Хань (Сань-Хань) — Чэнь-хань, Ма-хань и Бянь-хань; из них первые два преимущественно господствуют над Ляо-дуном. Ма-хани во 2 половине II века открывают ряд набегов на китайские земли, особенно сильных при Лин-ди (168—190). Позже маханские вожди награждались китайскими титулами; в 80-х годах III века несколько посольств являются от Ма-ханей в Китай, ко двору. Чэнь-хани и Ма-хани распадались на множество мелких отдельных владений и не могли, поэтому, устоять против притока новых сев. племен; на их территории основывается новое владение Бо-цзи — государство по преимуществу морское, с развитой торговою и колониальною деятельностью, обнимавшей все острова вдоль западного берега Кореи, а также Формозу. Произведения Бо-цзи находили себе сбыт в Японии и Китае. Через Бо-цзи Япония вела дипломатические сношения с Китаем; Бо-цзи явились также посредниками по введению буддизма в Японию.
Существование Бо-цзи совпадает с китайскими династиями цзиньской, суйской и танской. С первой Бо-цзи находились в мирных сношениях, получая из Китая буддийские книги. В период Суйской династии Бо-цзи искали сближения с Китаем, для защиты от постоянных нападений своих соседей, гюй-ли, а потом играли страдательную роль во время походов Суйского дома на Корею (начало VII века). Буддийское духовенство пользовалось, по-видимому, большим влиянием в Бо-цзи, но рядом с буддизмом продолжали существовать и местные верования.

## Средние века
На смену Бо-цзи, которому, около 660 года, был нанесен смертельный удар танской династией, около 663 года явились Синь-ло, сделавшие Гирин своей столицей и опорным пунктом против сев. тунгусов. Отношении их к Китаю были большей частью мирные, и это дало Синь-ло возможность в VIII веке создать значительную культуру; формы гражд. и военного управления представляли собой точные копии с китайского.
В VIII веке владения Синь-ло начали уменьшаться под влиянием нападений племени Бо-хая, явившегося первым представителем тунгусской расы в южной Маньчжурии Синь-ло отступают на восток и удерживают за собой бассейн Я-лу-цзяна. Позднее Синь-ло борются ещё с киданями и оканчивают свое независимое существование около 936 года, под давлением Кореи, оставляя Маньчжурию во власть северных тунгусов. Родоначальником народов северной Маньчжурии китайская история считает племя су-шеней, существование которых относит к глубокой древности. По «Бамбуковой летописи» су-шени приходили ко двору Шуня в 2225 году до н. э. и приносили в дар луки и стрелы. Конфуций также подтверждает существование су-шеней, а сочинение Сун-мо-цзи-вэнь указывает даже их столицу, в долине Сунгари; но подлинность этих сведений не доказана, и существование су-шеней подлежит сомнению. Первые исторически достоверные данные о племенах Северной Маньчжурии принадлежат Хоу-хань-шу, где они названы Илоу и северной границей их указана р. Жо-шуй (едва ли не Амур), а южной — Чан-бо-шань. Быт их звероловный; страна изобиловала дикими зверями — лосями, оленями, медведями.
Позднее история отмечает у Илоу появление скотоводства и даже земледелия. Религиозные и семейные воззрения на крайне низком уровне. Более развиты были племена, жившие ближе к южной Маньчжурии. У них завязываются сношения с Китаем; борьба с фу-юем и другими племенами южной Маньчжурии вызывает в них сознание племенного единства. В эпоху северных дворов (386—589) сношения тунгусов (известных под именем У-цзи) с Китаем продолжались, но в них не участвовали аймаки северные и восточные. Сношения тунгусов с Кореей были сравнительно редки и в большинстве случаев враждебны. Вначале тунгусы производили набеги с целью грабежа, но потом начали захватывать на север Кореи земли; когда же они достигли известной степени гражданственности, то сами гаолисские племена приглашали их к себе на помощь в своих бесконечных междоусобиях. Китай, будучи не в силах остановить движение тунгусов, старался направить их против враждебных ему племен. Из семи тунгусских аймаков северной Маньчжурии самый обширный был Хей-шуйсшй, расположенный по Амуру; но раньше его выступают на сцену аймаки более южные, из которых сунмосский, вторгнувшись в южную Маньчжурию, основал государство Бо-хай, в XI веке разрушенное киданями.
С 1125 года на месте киданей водворяются чжурчжени, с домом Цзинь, и подчиняют себе всю Маньчжурию. В цзиньском владении считалось 5 столиц, из коих верхняя (Хуй-нин), восточная (Ляо-ян) и северная (Минь-хуан) находились в южной и западной Маньчжурии.
В 1234 году монголы уничтожили Цзиньскую династию и присоединили к своим владениям Маньчжурию.
По вступлении Минской династии (1368) Маньчжурия стала провинцией Ляо-дун, под управлением особого генерал-губернатора. Войска были размещены в крепостцах и составляли военно-пахотные поселения, послужившие началом китайской колонизации Маньчжурии. Сохранились неопределенные указания о походах минцев на север Маньчжурии. Территория Маньчжурии делилась тогда на ряд аймаков, постоянно враждовавших между собой, и в этой борьбе выросли родоначальники нынешней династии, жившие в восточном Чан-бо-шани.
Вождь Нурхаци в 1616 году принимает титул императора, а в лице его сына маньчжурский дом окончательно воцаряется в Китае.
В 9-й год правления Шунь-чжи хэй-лун-цзянские аймаки были приведены в подданство и разделены на знамёна.

## Новое время
При Кан-си (1662—1722) на севере Маньчжурии начинаются столкновения с русскими в Альбазине. Частые передвижения войск к Амуру оживляют край и создают в нём колонизацию. К этому же периоду относится улучшение военных дорог в Маньчжурии и первые попытки урегулирования администрации. Нерчинским договором (1689) границей России и Китая сделаны р. Горбица, Аргунь и Амур до устья.
Жизнь в Маньчжурии затихает; только на её юге Шэн-цзинская провинция привлекает колонистов, и Мукдэн, как древняя столица первых маньчжурских ханов, до времен Цзя-цина (1796—1820) является, со своими могилами, целью путешествий императоров. Айгуньский договор (1858) отнял от китайской Маньчжурии всю приморскую полосу до р. Уссури и вынудил Китай к укреплению страны и к очищению её от хунхузов, захватывавших целые города.
В 1860-х годах правительство начало преследовать хунхузов в отрогах Чань-бо-шаня, к югу от Гирина, но они бросились на север, разбили высланные против них отряды, разграбили весь правый берег р. Сунгари и были рассеяны лишь соединенными войсками гиринской и хэй-лун-цзанской провинций.
В 1890 году решено построить маньчжурскую железную дорогу от Шань-хай-гуаня до Гирина, с ветвью на Ню-чжуан; но сооружение её задержано Японско-Китайской войной, сосредоточившейся в Маньчжурии японский флот нанес китайскому поражение у устья Я-лу-цзяна, а армия японская из Кореи через Айчжоу (Ы-цю) перешла в шэн-цзинскую провинцию, овладела Ню-чжуанем, всем Ляо-дуном и угрожала Мукдэну. Порт-Артур был взят. По симоносекскому миру (1895) Ляо-дун был удержан Японией, но потом очищен, за дополнительное к контрибуции вознаграждение.
В 1895—1896 годах во всей европейской прессе обсуждался вопрос о возможном проведении русскими железной дороги хордой через Маньчжурию к одному из портов открытого моря: Владивостоку, заливу Посьета или Ню-чжуан.